# Lithobius jordanensis
Lithobius jordanensis är en mångfotingart som först beskrevs av Negrea och Matic 1993.  Lithobius jordanensis ingår i släktet Lithobius och familjen stenkrypare.
Artens utbredningsområde är Israel. Inga underarter finns listade i Catalogue of Life.